# Pepeekeo
Pepeekeo is een plaats (census-designated place) in de Amerikaanse staat Hawaï, en valt bestuurlijk gezien onder Hawaï County.

## Demografie
Bij de volkstelling in 2000 werd het aantal inwoners vastgesteld op 1697. Bij diezelfde telling werden 623 huishoudens waargenomen en 442 families woonachtig in de CDP. De bevolkingsdichtheid was toen 569,8 personen per km².

## Geografie
Volgens het United States Census Bureau beslaat de plaats een oppervlakte van
3,0 km², waarvan 3,0 km² land en 0,0 km² water.

## Plaatsen in de nabije omgeving
De onderstaande figuur toont nabijgelegen plaatsen in een straal van 24 km rond Pepeekeo.